# Álarc (heraldika)
Az álarc a címertanban a sisakra húzott állati vagy emberi maszk. Ezt az antiheraldikus
ábrázolásmódot főleg a reneszánsz és barokk heraldikában kedvelték. Az álarcban ábrázolt címerállat, ember vagy pajzstartó álarcosként is leírható.

## Az álarcok készítése
A reneszánsz álarckészítők szobrászok is voltak. Ilyen művész lehetett Zampolo della Viola, ferrarai álarckészítő. 1522-1528
közt II. Lajos festője Hans Krell volt. Egy álarcos mulatsághoz ruhákat festett, álhajat készített, a díszlakoma ételeit, az
azokat díszítő zászlócskákat és aranygombokat aranyozta. Később a király farsangi mulatságaira jelmezeket készített,
szárnyakat festett, egy gólyához tollakat, szárnyakat készített papírból.

## Az álarc szimbolikája
Az álarc elrejtette és megváltoztatta a viselőjét. Vannak színházi, rituális és halotti álarcok. Már az arc kifestése is
ide vonható. A rituális álarcokat varázsláskor, törvénykezéskor vagy ünnepi alkalmakon viselték. Az isteni és mitikus
lényeket, valamint az ősöket jelenítik meg. Rómában már csak színházi kellék volt. A barokkban épületdíszként vagy stilizált
növényi formában jelenik meg. Idővel az illúzió, a hazugság, a félrevezetés, a csalás jelképe lett.